# Qatar Total Open 2023
Qatar Total Open 2023, còn được biết đến với Qatar TotalEnergies Open, là một giải quần vợt nữ chuyên nghiệp thi đấu trên mặt sân cứng ngoài trời. Đây là lần thứ 21 giải đấu và là một phần của WTA 500 trong WTA Tour 2023. Giải đấu diễn ra tại International Tennis and Squash complex ở Doha, Qatar, từ ngày 13–18 tháng 2 năm 2023.

## Điểm và tiền thưởng

### Phân phối điểm
| Sự kiện | VĐ  | CK  | BK  | TK  | Vòng 1/16 | Vòng 1/32 | Q  | Q3 | Q2 | Q1 |
| Đơn     | 470 | 305 | 185 | 100 | 55        | 1         | 25 | 18 | 13 | 1  |
| Đôi     | 470 | 305 | 185 | 100 | 1         | —         | —  | —  | —  | —  |

### Tiền thưởng
| Sự kiện | VĐ       | CK      | BK      | TK      | Vòng 1/16 | Vòng 1/32 | Q3     | Q2     | Q1     |
| Đơn     | $120,150 | $74,161 | $43,323 | $20,465 | $11,145   | $7,500    | $5,590 | $2,860 | $1,500 |
| Đôi*    | $40,100  | $24,300 | $13,900 | $7,200  | $5,750    | —         | —      | —      | —      |

*mỗi đội

## Nội dung đơn

### Hạt giống
| Quốc gia | Tay vợt              | Xếp hạng1 | Hạt giống |
| -------- | -------------------- | --------- | --------- |
| POL      | Iga Świątek          | 1         | 1         |
| USA      | Jessica Pegula       | 4         | 2         |
| FRA      | Caroline Garcia      | 5         | 3         |
| USA      | Coco Gauff           | 6         | 4         |
| GRE      | Maria Sakkari        | 7         | 5         |
|          | Daria Kasatkina      | 8         | 6         |
| SUI      | Belinda Bencic       | 9         | 7         |
|          | Veronika Kudermetova | 11        | 8         |

- 1 Bảng xếp hạng vào ngày 6 tháng 2 năm 2023 [2]

### Vận động viên khác
Đặc cách:
- Victoria Azarenka
- Sofia Kenin
- Maria Sakkari
- İpek Öz

Bảo toàn thứ hạng:
- Karolína Muchová

Miễn đặc biệt:
- Zheng Qinwen

Vượt qua vòng loại:
- Rebecca Marino
- Elise Mertens
- Karolína Plíšková
- Viktoriya Tomova

### Rút lui
Trước giải đấu
- Ons Jabeur → thay thế bởi  Barbora Krejčíková
- Anett Kontaveit → thay thế bởi  Karolína Muchová
- Aryna Sabalenka → thay thế bởi  Zhang Shuai

Trong giải đấu
- Belinda Bencic

## Nội dung đôi

### Hạt giống
| Quốc gia | Tay vợt           | Quốc gia | Tay vợt          | Xếp hạng1 | Hạt giống |
| -------- | ----------------- | -------- | ---------------- | --------- | --------- |
| USA      | Coco Gauff        | USA      | Jessica Pegula   | 6         | 1         |
| UKR      | Lyudmyla Kichenok | LAT      | Jeļena Ostapenko | 21        | 2         |
| USA      | Desirae Krawczyk  | NED      | Demi Schuurs     | 27        | 3         |
| MEX      | Giuliana Olmos    | CHN      | Zhang Shuai      | 34        | 4         |

- Bảng xếp hạng vào ngày 6 tháng 2 năm 2023

### Vận động viên khác
Đặc cách:
- Mubaraka Al-Naimi /  Ekaterina Yashina
- Chan Hao-ching /  Latisha Chan

Thay thế:
- Ekaterina Alexandrova /  Aliaksandra Sasnovich

### Rút lui
- Victoria Azarenka /  Elise Mertens → thay thế bởi  Ekaterina Alexandrova /  Aliaksandra Sasnovich

## Nhà vô địch

### Đơn
- Iga Świątek đánh bại  Jessica Pegula, 6–3, 6–0

### Đôi
- Coco Gauff /  Jessica Pegula đánh bại  Lyudmyla Kichenok /  Jeļena Ostapenko, 6–4, 2–6, [10–7]